# Lonetree
Lonetree è un census-designated place degli Stati Uniti d'America, situato nella Contea di Uinta nello stato del Wyoming. Nel censimento del 2000 la popolazione era di 61 abitanti.

## Geografia fisica
Secondo i rilevamenti dell'United States Census Bureau, la località di Lonetree si estende su una superficie di 118,2 km², tutti occupati da terre.

## Popolazione
Secondo il censimento del 2000, a Lonetree vivevano 61 persone, ed erano presenti 15 gruppi familiari. La densità di popolazione era di 0,5 ab./km². Nel territorio comunale si trovavano 25 unità edificate. Per quanto riguarda la composizione etnica degli abitanti, il 100% era bianco.
Per quanto riguarda la suddivisione della popolazione in fasce d'età, il 41,0% era al di sotto dei 18, l'11,5% fra i 18 e i 24, il 19,7% fra i 25 e i 44, il 14,8% fra i 45 e i 64, mentre infine il 13,1% era al di sopra dei 65 anni di età. L'età media della popolazione era di 23 anni. Per ogni 100 donne residenti vivevano 117,9 uomini.